# Amos Meller
Amos Meller (Ein HaHoresh, 1938 – Tel Aviv, 23 gennaio 2007) è stato un direttore d'orchestra e compositore israeliano.
Nato e cresciuto nel kibbutz di Ein HaHoresh, in gioventù, favorito dalla statura, si è distinto come giocatore di pallavolo della nazionale israeliana e ha partecipato ai mondiali di Parigi del 1956. Ha pubblicato anche alcuni libri di poesia.
Flautista e violinista, in patria è stato direttore principale di vari cori e orchestre, nonché della China Philharmonic Orchestra e la Taipei Philharmonic Orchestra. È stato inoltre direttore ospite per numerose orchestre del mondo.